# Steubenstraße (Bremen)
Die  Steubenstraße ist eine Straße in Bremen. Sie beginnt an der Stresemannstraße im Stadtteil Hemelingen, Ortsteil Hastedt. Das letzte Stück liegt im Stadtteil Vahr, Ortsteil Gartenstadt Vahr. Dort wird wesentlich breiter als Julius-Brecht-Allee fortgesetzt. 

## Die Steubenstraße bis 1945
Die Steubenstraße liegt auf der historischen Trasse des alten Weges von Hastedt durch die Hastedter Felder in Richtung Vahr. Sie gehörte ganz zu Hastedt und kam mit Hastedt 1902 zu Bremen. Damals begann sie an der Kirchbachstraße (heute Bennigsenstraße) etwa dort, wo heute das ADAC-Hochhaus steht und wurde als „Vahrer Weg“ bezeichnet. Da sie oftmals mit der „Vahrer Straße“ verwechselt wurde, erfolgte 1930 die Umbenennung in „Steubenstraße“ nach dem preußisch-amerikanischen General Friedrich Wilhelm von Steuben. Damals war sie ungepflastert und nach Regenfällen schwer passierbar, im vorderen, belebteren Teil unbeleuchtet und voller Dornenhecken, lediglich im hinteren Teil durch die Felder gab es Laternen.

## Die Steubenstraße nach 1945
Nach dem Zweiten Weltkrieg entstand quer zur Steubenstraße die Stresemannstraße. Der vordere, südwestliche Teil wurde Mitte der 1950er Jahre aufgehoben und größtenteils überbaut, die ersten Meter wurden zur Straße „Feuerkuhle“. Dadurch ging fast die Hälfte der Straße verloren, seitdem gibt es keine Wohnhäuser mehr und somit auch keine Einwohner.
Der verbliebene Teil der Steubenstraße ist durch zwei bereits seit dem 19. Jahrhundert bestehende Eisenbahnstrecken in drei Teile geteilt:
- im vorderen Teil steht westlich ein großer Baumarkt auf dem Grundstück des 2010 geschlossenen und danach abgerissenen Paketpostamtes, östlich das Bürgeramt im Gebäude des in den 1960er Jahren erbauten „Überlandwerkes“.
- im mittleren Teil gab es bis in die 1970er Jahre ein Kleingartengebiet. Der „Heimweg“ wurde zur „Insterburger Straße“, der „Blumenweg“ zur „Neidenburger Straße“, die Stelle der Kleingärten nahmen Gewerbebauten ein. Die Straßenfront wird dominiert durch ein großes Autohaus.
- der hintere Teil gehört seit 1959 zur Vahr. Östlich wurde in den 1960er Jahren ein etwas versteckt gelegener See angelegt, westlich führte bis in die 1980er Jahre die Tannenbergstraße in kleine Reste der Hastedter Felder, erst danach entstanden auch dort Kleingärten.

Die Straße wurde 1957 ausgebaut und ist seitdem eine vielbefahrene Hauptverkehrsstraße. Im Mittelteil ist sie nur zweispurig. Aus der Vergangenheit als unbefestigter Matschweg stammen noch die beiden aus heutiger Sicht viel zu schmalen Eisenbahntunnel, unter denen sich die Fuß- und Radwege extrem verengen. Hinter dem zweiten Tunnel verbreitert sich die Steubenstraße auf wenigen Metern zu einer siebenspurigen Straße mit breitem Mittelstreifen, die auf eine überdimensionierte Kreuzung aus den 1960er Jahren mit drei Mittelinseln nebeneinander führt.